# Medalla por la Restauración de la Empresa Metalúrgica Negra del Sur
La Medalla por la Restauración de la Empresa Metalúrgica Negra del Sur (en ruso: Медаль «За восстановление предприятий чёрной металлургии юга») es una medalla civil de la Unión Soviética establecida el 18 de mayo de 1948 por Decreto del Presídium del Sóviet Supremo de la URSS. Para reconocer los logros personales en la restauración de las empresas metalúrgicas negras de la Unión Soviética que fueron destruidas durante la Segunda Guerra Mundial. El estatuto de la medalla fue enmendado el 18 de julio de 1980 por decreto del Presídium del Sóviet Supremo de la URSS N.º 2523-X.

## Estatuto
La medalla se otorgaba a trabajadores, oficinistas, ingenieros, así como a trabajadores técnicos y económicos por su destacada labor, alto rendimiento productivo y méritos en la restauración de la metalurgia ferrosa del Sur. Las solicitudes para la concesión de la medalla eran iniciadas por los líderes de empresas, partidos y organizaciones sindicales. Las listas de posibles destinatarios, posteriormente, eran examinadas y aprobadas, en nombre del Presídium del Sóviet Supremo de la Unión Soviética, por el Ministerio de Metalurgia de la URSS y el Ministerio de Construcción de la Industria Pesada de la URSS.
Finalmente, La medalla era entregada, en nombre del Presídium del Sóviet Supremo de la Unión Soviética por los comités ejecutivos de los Sóviets regionales de Diputados del Pueblo Trabajador en el lugar de residencia del premiado. La medalla debía ser usada con honor, para servir como un ejemplo de alta conciencia y observancia de la disciplina e integridad laboral en el desempeño de las funciones públicas.
La medalla se lleva en el lado izquierdo del pecho y, si usa junto con otras medallas de la URSS, se coloca después de la Medalla por el Fortalecimiento de la Cooperación Militar. Cuando se usan en presencia de órdenes o medallas de la Federación de Rusia, estas últimas tienen prioridad.
Cada medalla venía con un certificado de premio, este certificado se presentaba en forma de un pequeño folleto de cartón de 8 cm por 11 cm con el nombre del premio, los datos del destinatario y un sello oficial y una firma en el interior. Mediante decreto de 5 de febrero de 1951, la medalla y su certificado quedaban en posesión de la familia del receptor (hasta entonces se debían devolver al Estado, en caso de fallecimiento del beneficiario).
Hasta el 1 de enero de 1995 se había otorgado la medalla a aproximadamente 68.710 personas. El autor del dibujo de la medalla es el artista Iván Dubásov.

## Descripción

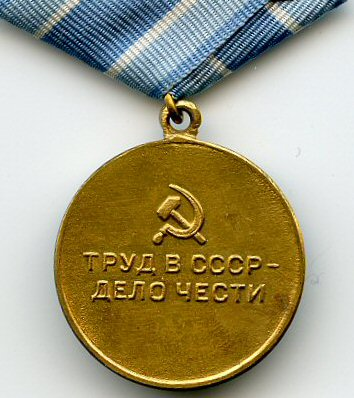
Reverso de la medalla

La medalla está fabricada en latón y tiene la forma de un círculo regular con un diámetro de 32 mm, con un borde elevado por ambos lados.
En el anverso de la medalla, a la izquierda, hay un alto horno restaurado, a la derecha, una figura de un trabajador con una herramienta para perforar un grifo. Al fondo está el sol naciente, cuyos rayos cubren la parte superior de la medalla. En un círculo en la parte superior de la medalla hay una inscripción «Por la restauración de la empresa metalúrgica negra del sur» (en ruso: «За восстановление предприятий чёрной металлургии юга»). En la parte inferior, a lo largo de la circunferencia, hay una rama de laurel, en cuyo centro hay una estrella de cinco puntas.
En el reverso, la imagen en relieve de la hoz y el martillo sobre la inscripción en dos líneas en letras prominentes «EL TRABAJO EN LA URSS ES UNA CUESTIÓN DE HONOR» (en ruso: «ТРУД В СССР - ДЕЛО ЧЕСТИ»).
La medalla está conectada por un anillo a través del lazo de suspensión de la medalla a una montura pentagonal soviética estándar cubierta por una cinta de muaré de seda superpuesta de 24 mm. La cinta tenía una franja azul central de 8 mm de ancho bordeada por franjas blancas de 1 mm de ancho bordeadas por franjas de color azul claro de 5 mm de ancho, las franjas de borde azul de 2 mm de ancho la completaban.